# Mudkhed
Mudkhed è una città dell'India di 18.704 abitanti, situata nel distretto di Nanded, nello stato federato del Maharashtra. In base al numero di abitanti la città rientra nella classe IV (da 10.000 a 19.999 persone).

## Geografia fisica
La città è situata a 19° 10' 0 N e 77° 31' 0 E e ha un'altitudine di 370 m s.l.m..

## Società

### Evoluzione demografica
Al censimento del 2001 la popolazione di Mudkhed assommava a 18.704 persone, delle quali 9.867 maschi e 8.837 femmine. I bambini di età inferiore o uguale ai sei anni assommavano a 3.127, dei quali 1.635 maschi e 1.492 femmine. Infine, coloro che erano in grado di saper almeno leggere e scrivere erano 10.909, dei quali 6.576 maschi e 4.333 femmine.